# Агентство розвідки Польщі
Агентство розвідки Польщі (пол. Agencja Wywiadu, AW) — розвідувальна служба Республіки Польща, створена в 2002 р. після реформи Управління охорони держави, яке було розділено на Агентство розвідки (пол. AW) і Агентство внутрішньої безпеки (пол. ABW). Нинішній глава Агентства — бригадний генерал Мацей Гуня.

## Керівники
- Начальник агентства — бригадний генерал Мацей Гуня;
- Заступник начальника — полковник Павло Возняк;
- Заступник начальника — підполковник Марк Ющак;
- Заступник начальника — підполковник Марек Стемпень.

## Структура
Агентство розвідки на даний час складається з таких підрозділів:

- 1-е Бюро,
- 2-е Бюро,
- 3-є Бюро,
- 4-е Бюро,
- 5-е Бюро,
- 6-е Бюро,
- 7-е Бюро,
- 8-е Бюро,
- 9-е Бюро,
- 10-е Бюро,
- навчальний центр,
- Правовий департамент.

До того ж «AW» має право створювати як на тимчасовій, так і на постійній основі, нові підрозділи агентства.

## Завдання
Діяльність агентства зазвичай здійснюється за межами території Республіки Польща. На території країни воно може проводити операції в обмеженому обсязі, і виключно у зв'язку з його закордонними операціями. Функції агентства включають:

- отримання, аналіз, обробку та передачу інформації, яка може мати значення для безпеки та зовнішньої політики Республіки Польща, а також для її економічного потенціалу;
- виявлення та протидія зовнішнім загрозам безпеки, оборони, незалежності та недоторканності Республіки Польща;
- захист іноземних дипломатичних представництв Республіки Польща та їх посадових осіб від діяльності іноземних спецслужб та інших видів діяльності, які можуть негативно вплинути на інтереси Республіки Польща;
- забезпечення криптографічного захисту комунікацій польських дипломатичних представництв і консульств, а також дипломатичної пошти;
- протидія міжнародному тероризму, екстремізму та міжнародної організованої злочинності;
- протидія незаконній міжнародній торгівлі зброєю, боєприпасами та вибуховими речовинами, наркотиками, психотропними речовинами, а також товарами, технологіями і послугами, що мають стратегічне значення для безпеки держави;
- протидія поширенню зброї масового знищення і загрозам, пов'язаним з розповсюдженням цієї зброї та їх носіїв;
- виявлення та аналіз загроз, що виникають в нестабільних регіонах планети, конфліктів і міжнародних криз, які впливають на безпеку держави, а також здійснення заходів, спрямованих на усунення цих загроз;
- ведення радіотехнічної розвідки. [2]